# Васил Караджов
 Тази статия е за политика.  За писателя вижте Васко Караджа.  
Васил Ташев Караджов е деец на Българската комунистическа партия.

## Биография
Роден е на 25 ноември 1902 година в българското село Месимер, Воденско, Османската империя. Татко му Ташо Караджов е революционер от ВМОРО, четник на Никола Иванов.
Васил Караджов емигрира в България и се установява в Хасково. Работи като тютюноработник.
Член на Българския комунистически младежки съюз (1921) и на БКП (1922). Секретар е на Тютюноработническата организация в града. Член на Окръжния комитет на БКП в Хасково от 1931 година. Осъден по Закона за защита на държавата през 1933 годна. Присъдата си изтърпява до 1940 година.
Включва се в съпротивителното движение по време на Втората световна война. Отново е арестуван през 1941 година и е въдворен влагера Кръстополе до 1943 година. Става партизанин в Партизанския отряд „Асен Златаров“ през 1944 година. Осъден задочно на смърт по ЗЗД.
След Деветосептемврийския преврат в 1944 година работи в Централното ръководство на тютюноработниците в София. Секретар е на Окръжния комитет на БКП и председател на Окръжния комитет на Отечествения фронт в Хасково. Кмет на град Хасково два мандата - от 1956 до 1962 година. Шестгодишното управление на ГОНС свързва председателя му В. Караджов с редица проекти, белязали развитието на Хасково. През 1957 г. с неговата активна подкрепа в града отваря врати големият шивашки завод ДИП „Мир”. Довършен и открит през 1961 г. за всеобща радост на любителите на спорта е градският стадион, получил името на осъдения и разстрелян през 1943 г. школник  Димитър Канев-Ашика. Започва строителството на яз. „Тракиец”, като решение на десетилетната водна криза на селищата от региона и в помощ на развиващото се селско стопанство. Стартира строителството на новата сграда на читалище „Заря”.
Два пъти е избиран за народен представител. Оставя спомени.